# Видирих
Видирих — король остготов (с 376 года).

## Биография
Согласно Аммиану Марцеллину, Видирих — несовершеннолетний сын Витимира — стал королём после гибели своего отца. По малолетству Витериха, приняли управление Алафей и Сафрак.
По сообщению Аммиана Марцеллина, Алафей и Сафрак потеряв надежду отступили к Данастию (совр. Днестр), а в 376 году переправились через Дунай на территорию Восточно-римской империи. Там они участвовали в 378 году в битве с императором Валентом при Адрианополе; конница Алафея и Сафрака удачным маневром решила исход этой битвы в пользу готов. На этом рассказ Аммиана Марцеллина заканчивается, и историю остготов на территории Римской империи продолжают другие источники. Известно, что остготы были поселены императором Грацианом в Паннонии в 380 году.
Теория о тождественности Видириха и деда Теодориха Великого Вандалара («Победитель вандалов»), вероятно, несостоятельна. О Видирихе известно только, что осенью 376 года его опекуны Алафей и Сафрак под ударами гуннов доставили его на левый берег в низовьях Дуная. Однако нет сообщений о том, что он переправился через реку. Видимо, Видирих расстался с жизнью, будучи совсем ещё маленьким мальчиком.
| Династия королей остготов |                             |             |
| Предшественник: Витимир   | король остготов ок. 376 — ? | Преемник: ? |